# Sneeuwschaap
Het sneeuwschaap (Ovis nivicola) is een schapensoort uit de familie der holhoornigen (Bovidae). De soort komt voor in de bergen van Oost-Siberië en wordt in het Poetoranagebergte in terreinen boven de 1.700 meter waargenomen. In de rest van zijn verspreidingsgebied komt de soort meestal voor boven de 2.000 meter hoogte. Het sneeuwschaap migreert soms over korte afstanden. Omdat de condities in de winter zeer streng kunnen zijn, verplaatsen sneeuwschapen zich over afstanden van 80 à 120 kilometer, naar de oostelijke en zuidelijke hellingen van gebergten. In Kamtsjatka zijn trekbewegingen van 50 kilometer waargenomen.

## Verspreiding en ondersoorten
Afhankelijk van de auteur wordt een verschillend aantal ondersoorten onderscheiden en de taxonomie van de soort is niet geheel duidelijk. De validiteit van vijf ondersoorten is wetenschappelijk bevestigd:
- Jakoetisch sneeuwschaap (Ovis nivicola lydekkeri) - Komt voor in het Verchojanskgebergte en Tsjerskigebergte.[1]
- Kamtsjatkasneeuwschaap (Ovis nivicola nivicola) - Komt voor op het Kamtsjatkaschiereiland. Deze ondersoort staat op de Russische rode lijst van bedreigde soorten onder Appendix III.[1]
- Korjaksneeuwschaap (Ovis nivicola koriakorum) - Komt voor in het Korjakengebergte en het Tsjoektsjenschiereiland. Deze ondersoort staat op de Russische rode lijst van bedreigde soorten onder Appendix II.[1]
- Ochotsksneeuwschaap (Ovis nivicola alleni) - Komt voor op het Tajgonosschiereiland, Kolymagebergte, Dzjoegdzjoergebergte en het Stanovojgebergte.[1]
- Poetoranasneeuwschaap (Ovis nivicola borealis) - Komt geïsoleerd voor in het Poetoranagebergte.[1]

## Voedsel en natuurlijke vijanden
Het dieet van het sneeuwschaap bestaat uit korstmossen, grassen, kruiden, mossen en paddenstoelen. Natuurlijke vijanden van de soort zijn de wolf (Canis lupus) en de veelvraat (Gulo gulo).